# Aaron Carter
Aaron Charles Carter (Født 7. december 1987, død 5. november 2022) var en musiker og skuespiller fra Tampa i Florida, USA.
Aaron begyndte at optræde med musik som 7-årig, og udgav sit første debutalbum i 1997, som solgte en million eksemplarer. Hans andet album “Aaron’s Party (Come Get It) blev udgivet i år 2000, og solgte 3 millioner eksemplarer i USA. Han havde derefter gæsteoptrædener på Nickelodeon, og turnerede med Backstreet Boys, sammen med storebror Nick Carter (fra Backstreet Boys).
Han har været kæreste med Hilary Duff, Lindsay Lohan, og har datet Paris Hilton, ligesom sin bror. Han har 3 søstre - Leslie (sanger), BJ (kok) og hans tvillingsøster Angel (model).
Aarons far giftede sig igen med Ginger, og har fra det ægteskab to yngre halvsøskende, Kaden og Taelyn.
Carter var elev på Frank D. Miles Elementary School og the Ruskin School i Florida. Han er opkaldt efter sin morfar Douglas "Charles" Spaulding og sin farfar, der også hed Aaron Charles Carter.

## Musik
Aaron kunne spille på mange forskellige instrumenter fx klaver, saxofon, guitar og trommer.
Han har været med til at indspille 'I Just Cant Wait To Be King' fra Løvernes Konge. Han har også sunget i Pókemon: Den Første Film. Hans første rigtige album udkom i Danmark d. 1. december 1997, 6 dage før hans fødselsdag, og fik guldstatus i Danmark, Norge, Tyskland, Spanien og Canada. Albummet udkom i USA d. 16. juni 1998. Carter dansede og lavede noget af sin egen koreografi. Han begyndte allerede i en alder af 6 år at lave musik, fordi hans mor ville have penge. Han har derfor ikke gået i high school, selvom han gerne ville.

## Skuespiller
Aaron var en aktiv skuespiller som har været gæst i bl.a Lizzie McGuire, Sabrina, the Teenage Witch, og 7th Heaven.
Han har været med i en tv-serie, der handlede om ham og hans søskende, The House of Carters, hvor man følger dem i deres karriere og skænderier. Han kom til skade første gang, han surfede. Han blev ramt med surfboardet på leveren, så den begyndte at bløde, og han straks skulle til hospitalet.

## Hobby
Aaron var meget aktiv i sport, specielt vandsport. Ellers spillede han fodbold, golf, baseball, amerikansk fodbold og kørte meget motorcykel. Han har også spillet meget basketball. Carter var bl.a kendt for at kaste med basketballs, da han optrådte.

## Diskografi
- Aaron Carter (1997)
- Aaron's Party (Come Get It) (2000)
- Oh Aaron (2001)
- Another Earthquake! (2002)
- Love (2018)

## Turnéer
Hovedkunstner
- Party Tour (2000–2001)[2]
- Aaron's Winter Party (2002)[3]
- Rock, Rap and Retro Tour (2002)[4]
- Jukebox Tour (2003–2004)[5]
- Remix Tour (2005)[6]
- After Party Tour (2013)[7]
- Aaron Carter's Wonderful World Tour (2014)[8][9]

Blandt hovedkunstnere
- Kids Go Music Festival (1998) (med Take 5, No Authority, og 911)[10]
- Kids Go Christmas Festival (1998) (medR&B)[11]
- All That! Music and More Festival (1999) (with Monica, 98 Degrees, B*Witched, Tatyana Ali, 3rd Storee og No Authority)[12]
- Radio Disney Live! 2001 World Tour (2001) (med Krystal Harris, Hoku, Baha Men, Myra, True Vibe, Jump5, Brooke Allison, Plus One, Kaci, Play og A-Teens)[13]
- Pop 2000 Tour (2018–2020)[14][15]

Åbningsnumre
- Backstreet Boys: Live In Concert Tour (1997) (Germany, Switzerland, Austria)[11]
- Backstreet's Back Tour (1998) (United States, Canada)[16][17]
- Oops!... I Did It Again Tour (2000) (England, Germany)[18]

Promo-turnéer
- Eurasian Tour (1998)[11][19]
- Australian Tour (2000)[18]
- Wal-Mart Promo Tour (2000)[18]

## Filmografi

### Film
| Titel                             | Rolle          | År   | Noter                                              |
| --------------------------------- | -------------- | ---- | -------------------------------------------------- |
| Fat Albert                        | Darren/The Kid | 2004 |                                                    |
| Ella Enchanted                    |                | 2004 | Vokal på sangen "Somebody to Love" for hovedrollen |
| Popstar                           | JD McQueen     | 2005 | Direkte på DVD                                     |
| Supercross                        | Owen Cole      | 2005 |                                                    |
| I Want Someone to Eat Cheese With | Marty          | 2006 | Biografpæmier: 21. september 2007                  |
| College Fright Night              | Brian          | 2014 | Sdiste filmrolle                                   |
| Kilder:                           |                |      |                                                    |

### Television
| Titel                                           | Rolle               | Noter                            | År   |
| ----------------------------------------------- | ------------------- | -------------------------------- | ---- |
| Figure It Out                                   | Sig selv            | 1 episode                        | 1998 |
| Zoom                                            | Sig selv            | 1 episode                        | 1999 |
| Lizzie McGuire                                  | Sig selv            | 1 episode                        | 2001 |
| Sabrina the Teenage Witch                       | Sig selv            | 1 episode                        | 2001 |
| 48 Hours Mystery                                | Sig selv            | 1 episode                        | 2002 |
| Liberty's Kids                                  | Joseph Plumb Martin | Stemme                           | 2002 |
| Family Affair                                   | Liam Curtis         | 1 episode                        | 2003 |
| 7th Heaven                                      | Harry               | 2 episoder                       | 2004 |
| Penn & Teller: Off the Deep End                 | Sig selv            |                                  | 2005 |
| House of Carters                                | Sig selv            | 8 episoder                       | 2006 |
| Grand Stand                                     | Mitch               | Television pilot; aldrig udsendt | 2007 |
| Dancing with the Stars                          | Sig selv            | Femteplads                       | 2009 |
| I Heart Nick Carter                             | Sig selv            | 1 episode                        | 2014 |
| Life or Debt                                    | Sig selv            | 1 episode                        | 2016 |
| The Doctors                                     | Sig selv            | 1 episode                        | 2017 |
| Marriage Bootcamp: Reality Stars Family Edition | Sig selv            | 10 episode                       | 2019 |
| Kilder:                                         |                     |                                  |      |